# De Besnijdenis van Christus
De Besnijdenis van Christus is een schilderij van  Nicolas de Liemaeckere.  Het werk stelt de besnijdenis van de Heer voor en beeldt Jezus af, Maria, een oude man met goudkleurige kazuifel, een dienaar en enkele figuren in gebedshouding.
Het werk uit 1642 hangt in de Sint-Andreaskerk in het Belgische Strijpen, deelgemeente van Zottegem. Het schilderij werd lang ten onrechte toegeschreven aan Gaspar de Crayer of Theodoor van Loon. Uit een onderzoek van 2020 blijkt echter dat het doek in 1642 werd besteld bij Nicolas de Liemaeckere.  De kerkrekening vermeldt onder andere noch betaelt aan m(eeste)r Niclaeys Roose, schildere tot Ghent [...]. Het doek werd waarschijnlijk gemaakt in opdracht van de in 1642 opgerichte Broederschap van de Naam van Jezus. In 2007 werd het schilderij in opdracht van kerkfabriek Sint-Andreas gerestaureerd. In 2025 werd ter ere van het schilderij de Missa Circumcisionis van Jan Dismas Zelenka in Belgische première gespeeld in de kerk door Pro Musica uit Geraardsbergen en het Fugato ensemble o.l.v. Thomas van Haeperen.